# Wykoff (Minnesota)
Wykoff es una ciudad ubicada en el condado de Fillmore en el estado estadounidense de Minnesota. En el Censo de 2010 tenía una población de 444 habitantes y una densidad poblacional de 178,76 personas por km².

## Geografía
Wykoff se encuentra ubicada en las coordenadas 43°42′31″N 92°15′59″O / 43.70861, -92.26639. Según la Oficina del Censo de los Estados Unidos, Wykoff tiene una superficie total de 2.48 km², de la cual 2.48 km² corresponden a tierra firme y (0%) 0 km² es agua.

## Demografía
Según el censo de 2010, había 444 personas residiendo en Wykoff. La densidad de población era de 178,76 hab./km². De los 444 habitantes, Wykoff estaba compuesto por el 98.87% blancos, el 0.23% eran afroamericanos, el 0.23% eran amerindios, el 0.23% eran asiáticos, el 0% eran isleños del Pacífico, el 0% eran de otras razas y el 0.45% pertenecían a dos o más razas. Del total de la población el 0% eran hispanos o latinos de cualquier raza.